# 10000 (liczba)
10000 (dziesięć tysięcy; daw. miriada) – liczba naturalna następująca po 9999 i poprzedzająca 10001.

## W matematyce
- 10000 jest liczbą Harshada[2]
- 10000 jest liczbą potężną[3]
- 10000 jest liczbą praktyczną[4]
- 10000 jest liczbą wesołą[5]
- 10000 jest liczba kwadratową[6]
- 10000 jest palindromem liczbowym, czyli może być czytana w obu kierunkach, w pozycyjnym systemie liczbowym o bazie 9 (14641)
- 10000 należy do jednej trójki pitagorejskiej (10000, 390561, 390689)

## W nauce
- planetoida (10000) Myriostos

## W miarach i wagach
- 10000 metrów to 1 mila skandynawska (szw. mil, norw. mil)[7]

## W Biblii
- 10000 nieprzyjaciół ucieknie przed setką Izraelitów (Kpł 26,8 w przekładach Biblii.)[8]
- 10000 żołnierzy równoważył król Dawid (2Sam 18,3 w przekładach Biblii.)[8]
- 10000 osób upadnie po prawicy Zbawionego (Psalm 91,7 w przekładach Biblii.)[8]
- 10000 słów według daru języków, „jest gorzej powiedzieć w kościele, niż 5 słów według własnego rozeznania” (Kor 14,19 w przekładach Biblii.)[8]